# Gaetano Giardino

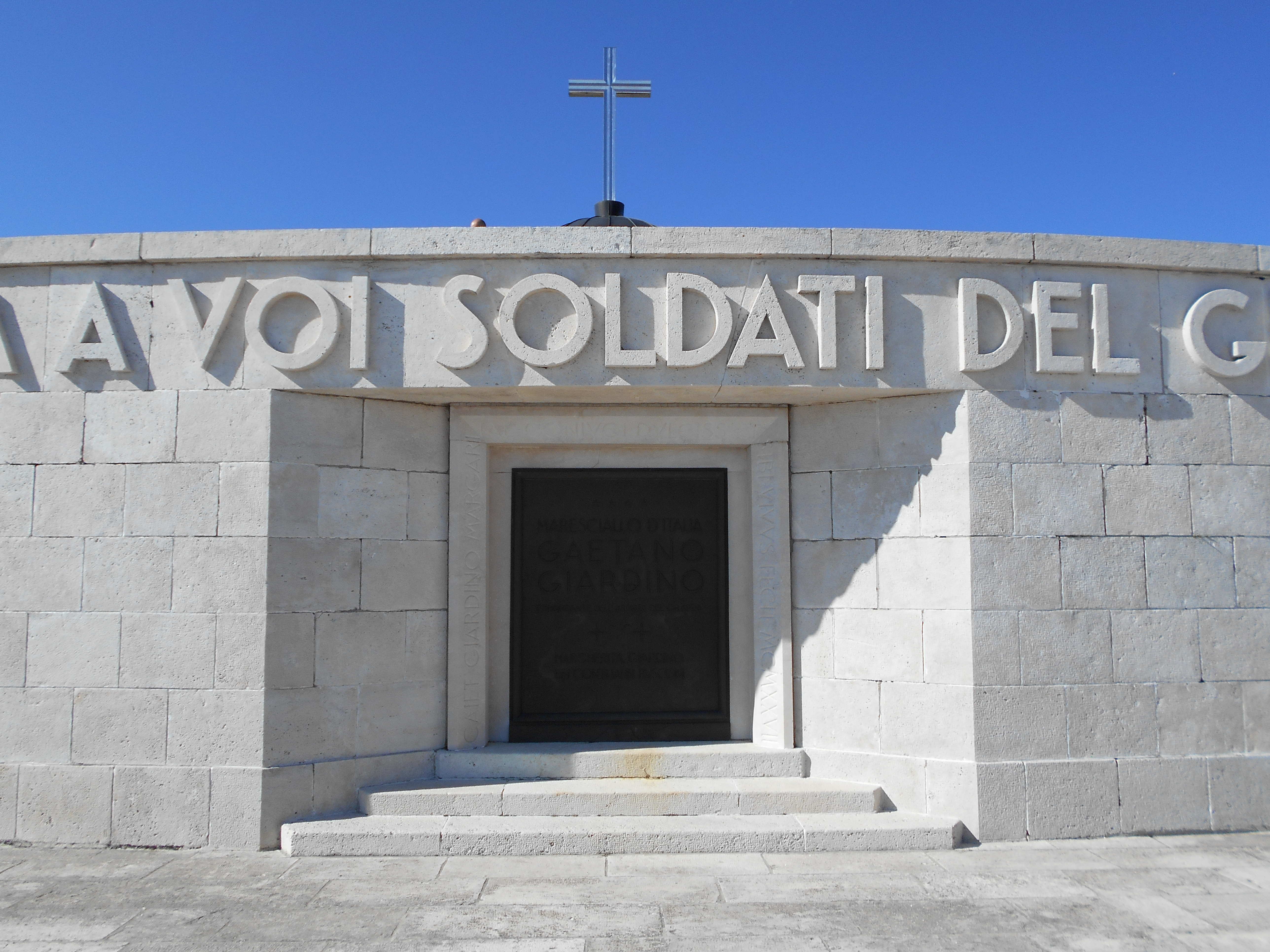
Tomba di Gaetano Giardino, Sacrario militare del monte Grappa

Gaetano Ettore Stefano Giardino (Montemagno, 24 gennaio 1864 – Torino, 21 novembre 1935) è stato un generale e politico italiano, combattente la prima guerra mondiale e comandante dell'Armata del Grappa.

## Biografia

### Le prime esperienze di guerra
Gaetano Giardino nacque a Montemagno d'Asti da Carlo Giardino e Olimpia Garrone ed entrò nell'esercito all'età di diciassette anni, il 18 marzo 1881. Uscì dall'Accademia come sottotenente il 4 settembre 1882 e venne destinato all′8º Reggimento bersaglieri. Tre anni dopo venne promosso tenente, e chiese il trasferimento alle colonie africane, ottenuto il 12 febbraio 1889 con destinazione Eritrea, inquadrato nel Battaglione Bersaglieri Autonomo; dal 16 dicembre fu assegnato al comando di zona di Cheren, per passare successivamente ai battaglioni di fanteria indigena.
Nel 1894, a Cassala, il tenente Giardino guadagnò una Medaglia d'Argento al Valor Militare e la promozione a capitano. L'esperienza africana si concluse il 7 ottobre 1894, poco dopo la presa di Cassala. Scrisse diversi articoli sulle sue esperienze africane sulla Rivista Militare Italiana. Rimpatriato, prestò servizio al 6º Reggimento bersaglieri come capitano. A partire dal 1898 frequentò la Scuola di Guerra, passando dall'arma di fanteria al Corpo di Stato Maggiore. Dal 1900 al 1903 fece parte della Divisione di Stato Maggiore del Ministero della Guerra.
Il 29 settembre 1904 fu promosso maggiore e il 30 giugno 1906 tenente colonnello. In questo periodo fu Capo di Stato Maggiore della Divisione di stanza a Livorno e dal giugno 1910 di quella di stanza a Napoli. Nel corso della guerra russo-giapponese scrisse diversi articoli sulla Rivista Militare, commentando gli avvenimenti in Estremo Oriente. All'atto della mobilitazione per la guerra di Libia, il 9 ottobre 1911 partì per l'Africa Settentrionale.
Fu sottocapo di stato maggiore nel Comando del Corpo di Spedizione, sotto il generale Carlo Caneva, ma fu spesso chiamato a sostituire il capo di stato maggiore, colonnello Gastaldello, che si era ammalato. Fu inviato in missione a Roma dal generale Caneva nel gennaio 1912, per chiarire alle autorità politiche, insoddisfatte per l'andamento delle operazioni, le difficoltà incontrate in Libia dal Corpo di Spedizione: questo incarico gli fornì per la prima volta visibilità da parte degli ambienti politici della capitale.
Fu costretto a rientrare in Italia il 5 giugno 1912 a causa di una malattia contratta in servizio. Il successivo 8 agosto fu trasferito al comando del IV Corpo d'armata, diventando capo di stato maggiore dopo la promozione a colonnello, ottenuta il 4 gennaio 1914.

### La prima guerra mondiale
Il 15 luglio 1915 diventò capo di stato maggiore della 2ª Armata, sotto il generale Pietro Frugoni, diventando generale il 31 agosto dello stesso anno. Il 22 maggio 1916 fu trasferito, con lo stesso incarico, alla 5ª Armata, all'epoca in via di costituzione, passando il 26 giugno successivo al comando della 48ª divisione di fanteria, schierata di fronte a Gorizia. Promosso tenente generale per meriti di guerra il 5 aprile 1917, fu proposto da Luigi Cadorna come Ministro della Guerra in seguito alla crisi del gabinetto Boselli, al posto del collega Paolo Morrone.

Fu ministro dal 16 giugno 1917 fino alla caduta del governo, causata dalla rotta di Caporetto; cinque giorni dopo l'assunzione del dicastero venne nominato anche senatore del regno. L'azione politica di Giardino fu di un'estrema fermezza contro ogni forma di reazione interna, come la sommossa di Torino, soffocata nel sangue nell'estate del 1917. Nel suo ultimo discorso come ministro, il 24 ottobre 1917, affermò: 
Dopo la caduta del governo rientrò nell'Esercito, essendo assegnato l'8 novembre 1917 al nuovo Comando Supremo, tenuto dal generale Diaz, come sottocapo di stato maggiore, insieme al collega Badoglio. In quella situazione ebbe diversi attriti con il collega (meno anziano di lui), inoltre non si riconosceva nelle nuove linee guida volute da Diaz. Per questi motivi fu inviato a Versailles, al Consiglio Interalleato, in sostituzione di Cadorna il 7 febbraio 1918. Rientrò dall'incarico dopo solo due mesi, venendo assegnato il 24 aprile 1918 al comando della 4ª Armata.
La 4ª armata aveva un compito fondamentale per tutto lo schieramento italiano, cioè quello di difendere il massiccio del Grappa, che rappresentava l'ultimo ostacolo naturale fra il fronte e la pianura veneta. Giardino, nel suo nuovo incarico si preoccupò di incrementare le difese del monte, ma anche di migliorare le comunicazioni e, soprattutto, le condizioni di vita delle truppe che difendevano la posizione, sia in trincea sia nei periodi di riposo. Per tutto il periodo del suo comando chiamò le truppe della 4ª armata "i suoi soldatini", in tono paternalistico.
Giardino, nel campo dell'impiego tattico delle truppe, si preoccupò di innovare i metodi di combattimento, introducendo nella dottrina tattica della sua armata sia i reparti d'assalto sia il tiro di contropreparazione dell'artiglieria. Questa preparazione delle truppe su istruzioni tattiche più moderne fu salutare nel corso della battaglia del solstizio, quando il fronte, dopo un iniziale sbandamento, fu ripristinato utilizzando il 9º reparto d'assalto, comandato dal maggiore Giovanni Messe e all'azione congiunta delle artiglierie della 4ª e della 6ª Armata. Nel corso della battaglia di Vittorio Veneto l'Armata del Grappa si batté nelle operazioni che si svolsero dal 24 al 29 ottobre 1918, perdendo 25000 uomini.

#### La nascita della canzone del Grappa
Nell'ambito delle attività tese a sollevare il morale delle truppe alle sue dipendenze si preoccupò di diffondere la canzone del Grappa. La nascita della canzone fu dovuta al comandante del IX corpo d'armata, generale De Bono che, nella sede del comando del corpo, si mise al piano per creare un motivo semplice e di facile memorizzazione. Il 4 agosto ebbe l'ordine da Giardino di far cantare, in occasione della festa dell'armata, la canzone dal ritornello Monte grappa tu sei la mia Patria, il giorno successivo fu presentato il testo definitivo, in decasillabi, musicato dal maestro Antonio Meneghetti. La canzone venne eseguita per la prima volta il 24 agosto, per la festa della 4ª armata (che da quel momento fu nota come Armata del Grappa) da un coro di soldati e scolari della scuola elementare di Rosà, alla presenza del sovrano e delle autorità militari italiane e alleate.

### Il dopoguerra

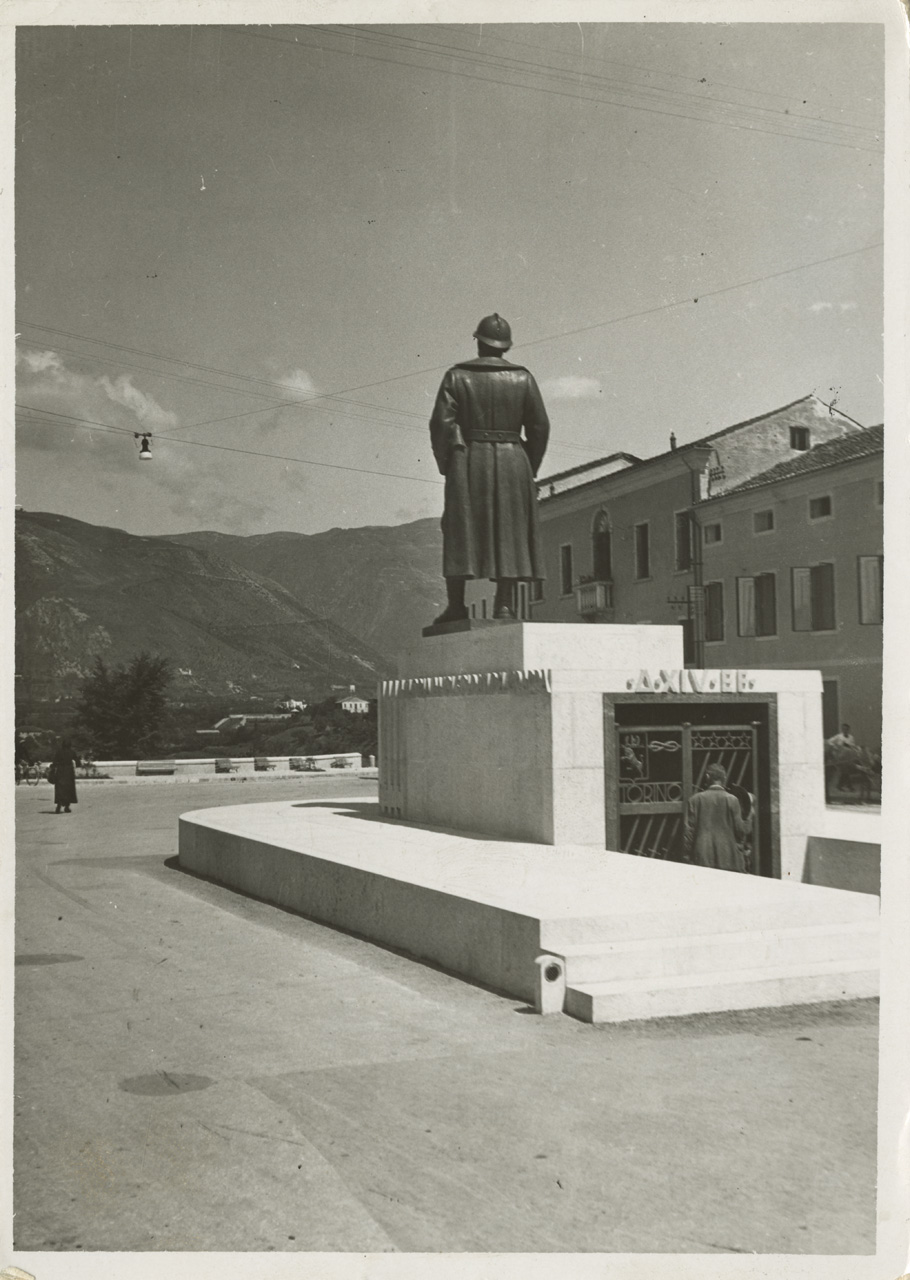
Il monumento al Maresciallo d'Italia Gaetano Giardino nella piazza a lui intitolata a Bassano del Grappa.

Dopo la fine della guerra richiese di essere esonerato dal comando della 4ª armata e richiese il congedo dall'esercito. A partire dal dicembre 1918 riprese la sua attività da senatore del Regno, su posizioni militariste e autoritaristiche. I discorsi parlamentari di quel periodo sono raccolti e pubblicati da lui stesso nel libro Piccole faci nella bufera (Milano, Mondadori, 1924). Il 21 dicembre 1919 fu nominato generale d'esercito e richiamato in servizio e dal 5 gennaio 1922 fece parte del Consiglio dell'esercito con Diaz, Caviglia, Badoglio, Pecori Giraldi ed Emanuele Filiberto di Savoia duca d'Aosta. Il 26 giugno dello stesso anno fu designato al comando di un'armata.
All'atto della marcia su Roma era al comando dell'armata di stanza a Firenze e non risulta che abbia avuto rapporti con le squadre che mossero da quella città. Dal 16 settembre 1923 fu governatore della città di Fiume, in attesa dell'annessione della città all'Italia. Il 27 aprile 1924 lasciò tale incarico a favore del governo della città, ormai divenuta italiana.
L'ultima parte della sua attività politica si svolse per contrastare l'ordinamento militare proposto dal generale Di Giorgio e la legge istitutiva della MVSN, in cui vedeva un tentativo del potere politico di limitare l'autonomia dell'esercito e di creare una forza armata fortemente politicizzata. In questa sua azione fu appoggiato da gran parte dei componenti il Consiglio dell'esercito. In seguito al dibattito parlamentare l'ordinamento Di Giorgio venne ritirato e la MVSN fu ridimensionata. Giardino diede infine appoggio al governo Mussolini il 2 aprile 1925. Il 17 giugno 1926 venne nominato Maresciallo d'Italia e il 31 dicembre 1929 ebbe il Gran Collare dell'Annunziata.
Nel 1927 si ritirò a Torino e nell'amata villa di famiglia a Marentino, paesino della collina torinese, dedicandosi a studi storici e pubblicando diversi volumi di memorie sulle sue esperienze nel corso della prima guerra mondiale, spesso destinati ad esaltare le azioni dei suoi "soldatini". L'ultimo suo intervento pubblico avvenne il 23 settembre 1935, in occasione dell'inaugurazione dell'ossario di Cima Grappa. Morì a Torino il 21 novembre 1935. Il 4 agosto 1936, giorno delle celebrazioni annuali a Cima Grappa, la salma venne portata, su un affusto di cannone, all'ossario dove ebbe la tumulazione definitiva. In suo onore fu eretta una statua che domina il viale centrale di Bassano del Grappa.